# Llista de monuments de Vila-rodona
Llista de monuments de Vila-rodona inclosos en l'Inventari del Patrimoni Arquitectònic Català per al municipi de Vila-rodona (Alt Camp). Inclou els inscrits en el Registre de Béns Culturals d'Interès Nacional (BCIN) amb la classificació de monuments històrics, els Béns Culturals d'Interès Local (BCIL) de caràcter immoble i la resta de béns arquitectònics integrants del patrimoni cultural català.
| Monument                                                          | Protecció    | Estil/època                           | Localització                                                | Coordenades                                          | Codi?         | Imatge |
| ----------------------------------------------------------------- | ------------ | ------------------------------------- | ----------------------------------------------------------- | ---------------------------------------------------- | ------------- | --- |
| Castell o Torre de Vilardida, Torre de Cal Tudó                   | BCIN 1797-MH | Obra popular XVI-XVII                 | Vila-rodona Turó de Vilardida                               | 41° 17′ 10″ N, 1° 21′ 48″ E / 41.286033°N,1.363207°E | RI-51-0006787 | Castell de Vilardida (Vila-rodona) · Vegeu més fotos d'aquest monument · Carregueu una nova foto d'aquest monument                 |
| Castell de Vila-rodona                                            | BCIN 1869-MH | Obra popular XII                      | Vila-rodona Ctra. de Can Ferré                              | 41° 18′ 42″ N, 1° 21′ 38″ E / 41.311792°N,1.360593°E | RI-51-0006786 | Castell de Vila-rodona · Vegeu més fotos d'aquest monument · Carregueu una nova foto d'aquest monument                             |
| Mas d'en Guerra, Mas de Combarella                                | BCIL 2018    | XVII                                  | Vila-rodona                                                 | 41° 18′ 04″ N, 1° 24′ 03″ E / 41.301078°N,1.400779°E | IPA-2013      | Mas d'en Guerra (Vila-rodona) · Vegeu més fotos d'aquest monument · Carregueu una nova foto d'aquest monument                      |
| Capella de Santa Maria                                            |              | XIII-XVIII                            | Vila-rodona Vilardida                                       | 41° 17′ 09″ N, 1° 21′ 48″ E / 41.285753°N,1.363439°E | IPA-2206      | Capella de Santa Maria (Vila-rodona) · Vegeu més fotos d'aquest monument · Carregueu una nova foto d'aquest monument               |
| Habitatge a Vilardida, Cal Calaf                                  |              | XX                                    | Vila-rodona Vilardida                                       | 41° 17′ 10″ N, 1° 21′ 48″ E / 41.285994°N,1.363262°E | IPA-2208      | Habitatge a Vilardida (Vila-rodona) · Vegeu més fotos d'aquest monument · Carregueu una nova foto d'aquest monument                |
| Estela funerària del cementiri                                    |              |                                       | Vila-rodona Vilardida (perduda)                             | 41° 17′ 08″ N, 1° 21′ 49″ E / 41.285636°N,1.363594°E | IPA-2275      | Carregueu una nova foto d'aquest monument                                                                                          |
| Portal d'en Parera, Portal de Sant Llorenç                        | BCIL 2018    | Obra popular XIV                      | Vila-rodona C. de Sant Llorenç                              | 41° 18′ 45″ N, 1° 21′ 34″ E / 41.312585°N,1.359317°E | IPA-2477      | Portal d'en Parera (Vila-rodona) · Vegeu més fotos d'aquest monument · Carregueu una nova foto d'aquest monument                   |
| Casa de la Vila                                                   |              | XIX                                   | Vila-rodona Pl. dels Arbres, 7                              | 41° 18′ 39″ N, 1° 21′ 28″ E / 41.310917°N,1.357818°E | IPA-2478      | Casa de la Vila (Vila-rodona) · Vegeu més fotos d'aquest monument · Carregueu una nova foto d'aquest monument                      |
| Plaça dels Arbres                                                 |              | XIX                                   | Vila-rodona Pl. dels Arbres                                 | 41° 18′ 39″ N, 1° 21′ 29″ E / 41.310819°N,1.358168°E | IPA-2479      | Plaça dels Arbres (Vila-rodona) · Vegeu més fotos d'aquest monument · Carregueu una nova foto d'aquest monument                    |
| Església parroquial de Santa Maria                                | BCIL 2004    | Neoclassicisme XVIII                  | Vila-rodona Pl. dels Arbres                                 | 41° 18′ 39″ N, 1° 21′ 30″ E / 41.310837°N,1.358451°E | IPA-2483      | Església parroquial de Santa Maria (Vila-rodona) · Vegeu més fotos d'aquest monument · Carregueu una nova foto d'aquest monument   |
| Celler del Sindicat Agrícola                                      |              | Noucentisme XX Inici                  | Vila-rodona C. Enric Benet, 2                               | 41° 18′ 38″ N, 1° 21′ 28″ E / 41.310436°N,1.357735°E | IPA-2484      | Celler del Sindicat Agrícola (Vila-rodona) · Vegeu més fotos d'aquest monument · Carregueu una nova foto d'aquest monument         |
| Església de Sant Llorenç, antic convent dels Dolors dels Servites | BCIL 2018    | Renaixement XVI                       | Vila-rodona Prolongació de l'av. de l'Alt Camp              | 41° 18′ 53″ N, 1° 21′ 32″ E / 41.314832°N,1.358779°E | IPA-2485      | Església de Sant Llorenç (Vila-rodona) · Vegeu més fotos d'aquest monument · Carregueu una nova foto d'aquest monument             |
| Habitatge al carrer Doctor Ferran, 3                              |              | Modernisme XX                         | Vila-rodona C. Dr. Ferran, 3 - pl. de la Font               | 41° 18′ 40″ N, 1° 21′ 31″ E / 41.311130°N,1.358535°E | IPA-2486      | Habitatge al carrer Doctor Ferran, 3 (Vila-rodona) · Vegeu més fotos d'aquest monument · Carregueu una nova foto d'aquest monument |
| Celler Cooperativa Agrícola                                       | BCIL 2004    | Noucentisme Cèsar Martinell XX (1919) | Vila-rodona A l'entrada de la vila per la carretera TP-2003 | 41° 18′ 24″ N, 1° 21′ 14″ E / 41.306729°N,1.353940°E | IPA-2487      | Celler Cooperativa Agrícola (Vila-rodona) · Vegeu més fotos d'aquest monument · Carregueu una nova foto d'aquest monument          |
| Mas Pedrafita                                                     |              | XV                                    | Vila-rodona Ctra. TV-2444, km 4                             | 41° 18′ 58″ N, 1° 24′ 46″ E / 41.316093°N,1.412775°E | IPA-2488      | Carregueu una nova foto d'aquest monument                                                                                          |
| Antiga farga                                                      |              | XII                                   | Vila-rodona Camí de la Farga                                | 41° 18′ 57″ N, 1° 21′ 27″ E / 41.315867°N,1.357554°E | IPA-2489      | Antiga farga (Vila-rodona) · Vegeu més fotos d'aquest monument · Carregueu una nova foto d'aquest monument                         |
| Cal Rata                                                          | BCIL 2018    | Modernisme XX                         | Vila-rodona C. de la Font, 7                                | 41° 18′ 40″ N, 1° 21′ 27″ E / 41.311042°N,1.357488°E | IPA-2490      | Cal Rata (Vila-rodona) · Vegeu més fotos d'aquest monument · Carregueu una nova foto d'aquest monument                             |
| Columbari romà                                                    | BCIL 2004    | Romà                                  | Vila-rodona Camí del Columbari                              | 41° 18′ 22″ N, 1° 21′ 23″ E / 41.306147°N,1.356268°E | IPA-2492      | Columbari romà (Vila-rodona) · Vegeu més fotos d'aquest monument · Carregueu una nova foto d'aquest monument                       |
| Pont del torrent del Mas Sarrà                                    | BCIL 2018    |                                       | Vila-rodona Entre Vila-rodona i Can Ferrer de la Cogullada  | 41° 18′ 53″ N, 1° 24′ 03″ E / 41.314861°N,1.400776°E | IPA-14618     | Carregueu una nova foto d'aquest monument                                                                                          |
| Molí de Dalt de Vila-rodona                                       |              |                                       | Vila-rodona C. Major                                        | 41° 18′ 40″ N, 1° 21′ 27″ E / 41.311075°N,1.357398°E | IPA-14619     | Carregueu una nova foto d'aquest monument                                                                                          |
| La Molina                                                         |              |                                       | Vila-rodona Dreta riu Gaià, sud Vila-rodona                 | 41° 18′ 44″ N, 1° 21′ 24″ E / 41.312137°N,1.356568°E | IPA-14620     | Carregueu una nova foto d'aquest monument                                                                                          |
| Molí de la Serra                                                  |              |                                       | Vila-rodona Dreta riu Gaià                                  | 41° 17′ 54″ N, 1° 21′ 19″ E / 41.298436°N,1.355326°E | IPA-14621     | Carregueu una nova foto d'aquest monument                                                                                          |
| Molí de Vilardida                                                 |              |                                       | Vila-rodona Esquerra riu Gaià, Vilardida                    | 41° 16′ 44″ N, 1° 21′ 29″ E / 41.279013°N,1.358166°E | IPA-14622     | Carregueu una nova foto d'aquest monument                                                                                          |
| El pou de la neu                                                  | BCIL 2004    | Obra popular XVIII-XIX                | Vila-rodona A prop del columbari romà                       | 41° 18′ 35″ N, 1° 21′ 18″ E / 41.309607°N,1.355116°E | IPA-37140     | El pou de la neu (Vila-rodona) · Vegeu més fotos d'aquest monument · Carregueu una nova foto d'aquest monument                     |
| Casa de Cultura                                                   | BCIL 2018    | XX                                    | Vila-rodona C. de les Hortes, 4                             | 41° 18′ 38″ N, 1° 21′ 31″ E / 41.31049°N,1.35874°E   | IPA-47885     | Carregueu una nova foto d'aquest monument                                                                                          |
| Cal Bernat                                                        | BCIL 2018    |                                       | Vila-rodona El Vinyet                                       |                                                      | IPA-47886     | Carregueu una nova foto d'aquest monument                                                                                          |
| Aqüeducte dels Ponts                                              | BCIL 2018    | Obra popular XII                      | Vila-rodona Torrent dels Ponts                              |                                                      | IPA-47887     | Carregueu una nova foto d'aquest monument                                                                                          |
| Mas Serrà                                                         |              | Obra popular XIV-XIX                  | Vila-rodona Ctra. TV-2443, km 4,5                           | 41° 18′ 52″ N, 1° 23′ 55″ E / 41.31457°N,1.39866°E   | IPA-48984     | Carregueu una nova foto d'aquest monument                                                                                          |